# Секрет моего успеха
«Секрет моего успеха» (англ. The Secret of My Success) — американская комедия Герберта Росса, вышедшая в 1987 году. Номинация на премию «Золотой глобус» за лучшую песню.

## Сюжет
Брантли Фостер (Майкл Джей Фокс), выпускник колледжа из Канзаса — переезжает в Нью-Йорк, чтобы начать карьеру финансиста. Однако компанию, в которой он планировал работать, покупает другая корпорация, и нашему герою отказывают в трудоустройстве. После нескольких неудачных попыток найти другую работу Брантли устраивается на должность разносчика писем в Pemrose Corporation — компанию своего дяди Говарда Прескота (Ричард Джордан).
Сообразительный молодой человек сразу замечает, что компания крайне неэффективно управляется. Брантли задумывает аферу. Пользуясь служебным положением курьера, он организует фиктивное рабочее место для высокопоставленного сотрудника, которому он придумал имя — Карлтон Уитфилд. Он занимает кабинет, выписывает себе секретаршу и различные привилегии.
Новоиспечённый «сотрудник» Карлтон Уитфилд, однако, начинает вполне серьёзно работать над проблемой, нависшей над Pemrose Corporation — возможной рейдерской атакой со стороны акулы рынка Дональда Дейвенпорта. При этом Брантли, как Фигаро, успевает работать сразу на двух работах, быстро переодеваясь из формы курьера в пиджак служащего и обратно.
Одновременно развивается сложная романтическая линия. Брантли влюбляется в Кристи Уилкс, финансового гения компании и одновременно очень симпатичную девушку, за которой безуспешно ухаживает его дядя Говард. На самого же Брантли положила глаз супруга Говарда, скучающая немолодая дама — Вера Прескот. .
Идеи Брантли по реорганизации компании оказываются востребованы. Вера Прескот, как истинная хозяйка компании, став главным акционером, смещает с поста CEO своего, теперь уже бывшего, мужа и во главе компании встаёт Брантли. Афера Брантли/Уитфилда успешно раскрывается и Кристи с Брантли, наконец, могут соединиться друг с другом.

## В ролях
- Майкл Джей Фокс — Брентли Фостер / Карлтон Уитфилд
- Ричард Джордан — Говард Прескот
- Хелен Слейтер — Кристи Уилкс
- Маргарет Уиттон — Вера Прескот
- Джон Пэнкоу — Фред Мелроуз
- Элизабет Франц — Грейс Фостер
- Мерседес Рул — Шейла
- Фред Гвинн — Дональд Дэвенпорт